# Mosquiter d'ulleres galtagrís
El mosquiter d'ulleres galtagrís (Phylloscopus poliogenys) és una espècie d'ocell de la família dels fil·loscòpids (Phylloscopidae). Es troba a Bhutan, Xina, l'Índia, Laos, Myanmar, Nepal, Tailàndia i Vietnam. Els seus hàbitats principals són els boscos temperats. El seu estat de conservació es considera de risc mínim.